# G1.9+0.3
G1.9+0.3 عبارة بقايا مستعر أعظم (SNR) على شكل دائرة نصف قطرها أكثر من 1.3 سنة ضوئية في كوكبة الرامي وأحدث بقايا مستعر أعظم معروف في درب التبانة، البقايا هي مخلفات من انفجار حدث لمستعر أعظم من النوع Iaفي وقت ما بين عامي 1890 و 1908. ولم يكن انفجار هذا المستعر مرئيا من الأرض لأنه كان محجوبا من الغاز الكثيف وغبار مركز المجرة حين حدث.وقد تم تحديد عمر البقايا عن طريق الجمع بين البيانات من مرصد تشاندرا الفضائي للأشعة السينية ومصفوفة كارل جي. جانسكي الكبيرة جدا.

## الإكتشاف
تم تحديد G1.9 + 0.3 لأول مرة باعتباره بقايا مستعر أعظم في عام 1984 بواسطة عمليات الرصد التي قامت بها مصفوفة كارل جي. جانسكي الكبيرة جدا.وبسبب حجمه الزاوي الصغير بشكل غير عادي، كان يعتقد أنة حديث أقل من حوالي ألف سنة. لكن في عام 2007، كشفت عمليات الرصد بالأشعة السينية التي أجريت بواسطة مرصد شاندرا للأشعة السينية أن الجرم كان أكبر بنحو 15٪ مما كان عليه في عمليات الرصد السابقة. ولقد أثبتت عمليات رصد أخرى التي أجريت بواسطة مصفوفة كارل جي. جانسكي (VLA) في عام 2008 زيادة في الحجم، مما يدل على أن عمرة لا يزيد عن 150 سنة. وتشير تقديرات دراسة أحدث أجريت بواسطة جمع بيانات عام 2008 إلى أن عمره 110 سنوات. ووجدت هذه الدراسة أيضا أنه ربما كان سببه اندماج قزمين أبيضين .

## اقرأ أيضا
- ذات الكرسي أ